# Pandemia de COVID-19 en Nigeria
La pandemia de COVID-19 en Nigeria es parte de la pandemia de COVID-19 causada por el SARS-CoV-2. El primer caso fue reportado el 27 de febrero, cuando un ciudadano italiano en Lagos salió positivo a la prueba de coronavirus. El 9 de marzo un segundo caso fue reportado en Ewekoro, estado de Ogun, un ciudadano nigeriano quien tuvo contacto con el ciudadano italiano.
En abril de 2020 el estado de Kano, en el norte del país, se convirtió en el foco de la epidemia, con cientos de víctimas. Las autoridades estimaron que presumiblemente la mitad de esas muertes habían sido causadas por el coronavirus. Las prácticas religiosas musulmanas, que indican la inhumación en pocas horas de las personas fallecidas, impidieron la realización de pruebas que confirmaran la causa de estas muertes.
Hasta el 21 de febrero de 2022 se han registrado 254.137 casos confirmados, 57, 916 recuperaciones y 3.141 muertes.

## Cronología
El 27 de febrero, se confirmó el primer caso
El 9 de marzo, se confirmó el segundo caso.

## Estadísticas

Número de casos (azul) y número de muertes (rojo) por COVID-19 en una escala logarítmica.

### Por estado
| Estado    | Casos | Activos | Recuperados | Muertes |
| --------- | ----- | ------- | ----------- | ------- |
| Lagos     | 9,741 | 8,140   | 1,475       | 126     |
| FCT       | 1,676 | 1,126   | 518         | 32      |
| Oyo       | 1,264 | 748     | 506         | 10      |
| Kano      | 1,191 | 322     | 818         | 51      |
| Rivers    | 982   | 408     | 536         | 38      |
| Edo       | 873   | 573     | 267         | 33      |
| Delta     | 781   | 589     | 170         | 22      |
| Ogun      | 756   | 241     | 498         | 17      |
| Kaduna    | 684   | 354     | 320         | 10      |
| Katsina   | 528   | 239     | 267         | 22      |
| Bauchi    | 497   | 61      | 424         | 12      |
| Gombe     | 487   | 142     | 329         | 16      |
| Borno     | 477   | 58      | 387         | 32      |
| Jigawa    | 317   | 120     | 191         | 6       |
| Plateau   | 298   | 134     | 156         | 8       |
| Abia      | 297   | 121     | 173         | 3       |
| Ebonyi    | 285   | 37      | 247         | 1       |
| Imo       | 278   | 242     | 33          | 3       |
| Kwara     | 217   | 83      | 128         | 6       |
| Ondo      | 216   | 127     | 70          | 19      |
| Enugu     | 202   | 160     | 37          | 5       |
| Nasarawa  | 198   | 78      | 112         | 8       |
| Bayelsa   | 184   | 131     | 41          | 12      |
| Sokoto    | 140   | 7       | 118         | 15      |
| Osun      | 106   | 54      | 47          | 5       |
| Niger     | 84    | 44      | 37          | 3       |
| Akwa Ibom | 83    | 38      | 43          | 2       |
| Zamfara   | 76    | 0       | 71          | 5       |
| Adamawa   | 73    | 30      | 37          | 6       |
| Anambra   | 71    | 5       | 57          | 9       |
| Kebbi     | 71    | 23      | 42          | 6       |
| Yobe      | 56    | 3       | 45          | 8       |
| Benue     | 47    | 31      | 15          | 1       |
| Ekiti     | 40    | 10      | 28          | 2       |
| Taraba    | 19    | 9       | 10          | 0       |
| Kogi      | 3     | 3       | 0           | 0       |